# Markiplier
Markiplier, vlastním jménem Mark Edward Fischbach (* 28. června 1989, Honolulu, Havaj), je americký youtuber, moderátor podcastů a filmař s německo-korejskými kořeny. Svou kariéru zahájil v Cincinnati v Ohiu, kde i vyrůstal. V současné době bydlí v Los Angeles v Kalifornii. Jeho YouTube kanál měl v červnu 2022 přes 33 milionů odběratelů a 18,3 miliardy zhlédnutí. Věnuje se především žánru Let's play, nejčastěji hororové tematice.
Kromě nahrávání videí na YouTube je spoluzakladatelem oděvní společnosti Cloak společně s irským youtuberem Jacksepticeyem. Také je spoluhostitelem podcastu Distractible spolu s Wadem Barnesem (LordMinion777) a Bobem Muyskensem (Muyskerm), Či podcastu GO! My Favorite Sports Team s Tylerem Scheidem (Apocalypto_12). Od roku 2019 do 2020 spolupořádal s Ethanem Nestorem (CrankGameplays) již zaniklý kanál Unus Annus.

## YouTube kariéra

### Formát kanálu
Je známý především pro své hraní nezávislých a hororových her, včetně série Five Nights at Freddy's, Amnesia: The Dark Descent a jejího pokračování, Garry's Mod, Happy Wheels, Surgeon Simulator, SCP – Containment Breach a Slender: The Eight Pages a další.
Spolupracoval na skečových komediích a herních videích s řadou dalších youtuberů, včetně CrankGameplays, Jacksepticeye, LordMinion777, Muyskerm, PewDiePie, Matthias, Game Grumps, Cyndago, Yamimash, Jacksfilms, CaptainSparklez, Egorap, který v současnosti pracuje jako jeho editor. Spolupracoval také s celebritami jako Jack Black a Jimmy Kimmel.
Opakujícím se základem jeho kanálu jsou charitativní živé přenosy, během kterých hraje hry a zároveň vede kampaně a sbírá dary pro různé charitativní organizace, včetně Cincinnati Children's Hospital Medical Center, Depression and Bipolar Support Alliance a Best Friends Animal Society.

### Historie
Raná léta a růst (2012–2014)
Poprvé se připojil k YouTube 6. března 2012, vytvořil kanál pod uživatelským jménem „Markiplier“ a své první video nahrál 4. dubna 2012. Jeho původní záměr pro kanál byla komedie, kde by ztvárnil všechny postavy v skečích. To vedlo k vytvoření jména “Markiplier”, portmanteau Marka a multiplikátor. První série byla hraním videohry Amnesia: The Dark Descent. Po hraní několika dalších herních sérií, včetně Penumbra a Dead Space, mu YouTube zakázal účet AdSense a 26. května 2012 vytvořil nový kanál MarkiplierGAME.
V roce 2014 byl kanál MarkiplierGAME na NewMediaRockstars zařazen mezi 100 nejlepších kanálů, umístil se na 61. místě. Ten rok oznámil, že se plánuje přestěhovat do Los Angeles v Kalifornii, aby byl blíže k jiným zdrojům pro svůj kanál, jako je YouTube Space a další tvůrci obsahu. V srpnu 2014 zahájil svou slavnou sérii Five Nights at Freddy's playthrough, která se stala jeho dosud nejpopulárnější hrou, první díl měl k lednu 2021 přes 80 milionů zhlédnutí. Vzhledem k úspěchu této série hrál ostatní hry v franšíza FNAF, a také měl portrét v Five Nights at Freddy's AR: Special Delivery.
On a youtuberka Jenna Mae se objevili na Jimmy Kimmel Live! v září 2015 po reakci, kterou Kimmel obdržel ohledně vtipů o YouTube a videích Let's Play. V roce 2015 byl hodnocen jako šestý v seznamu dvaceti nejvlivnějších celebrit mezi teenagery ve Spojených státech.

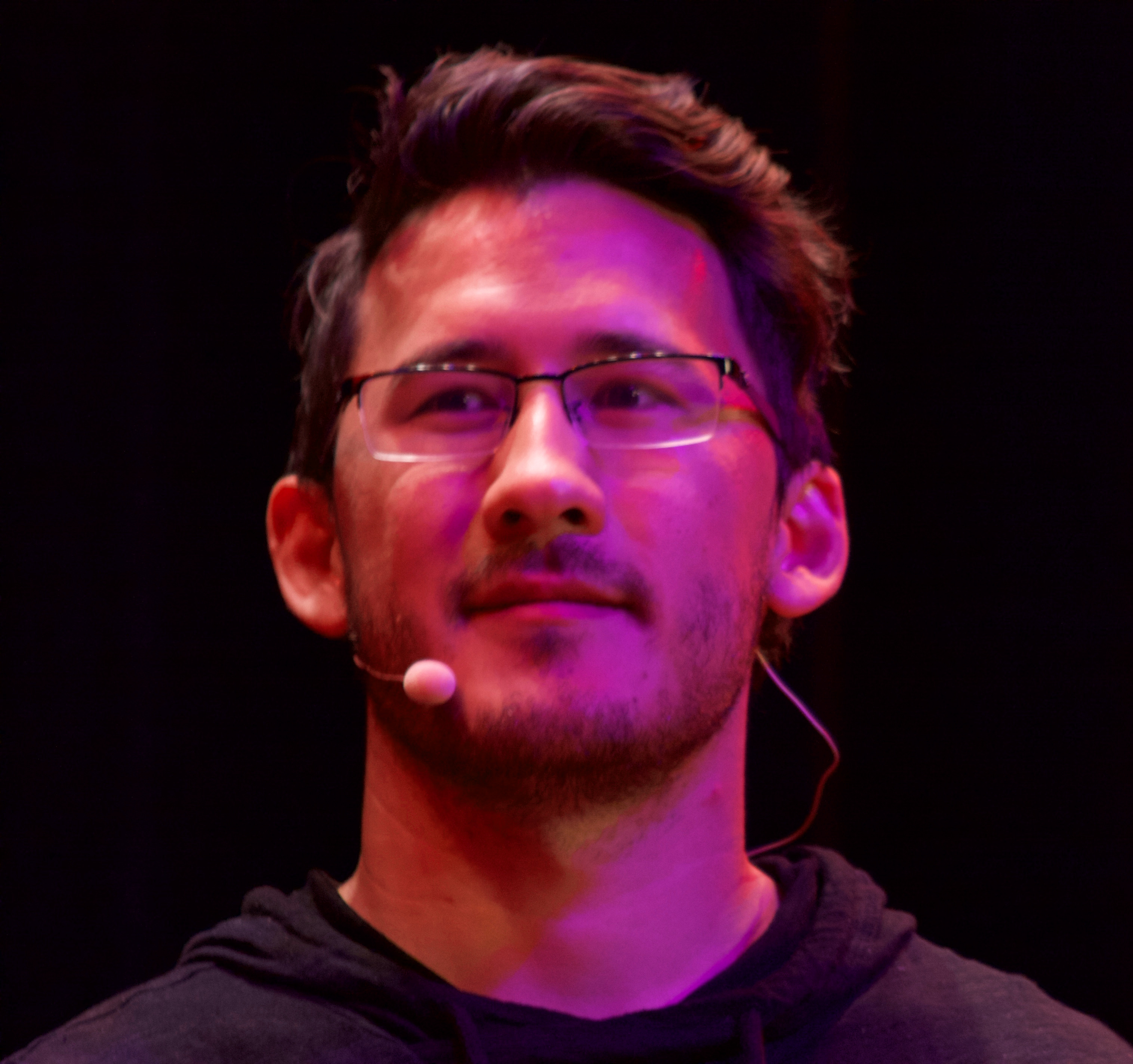
Fischbach (2015)

Přestávka a dosažení 10 milionů odběratelů (2015)
Počínaje rokem 2015 bydlel s dalšími youtubery Danielem Kyrem a Ryanem Mageem, kteří vytvořili a provozovali na YouTube skečový a hudební kanál Cyndago. Matt Watson z Kids w/ Problems se později připojil k Cyndago poté, co se přestěhovali do Los Angeles. Jejich práce byla známá pro své nečekané konce a temný, často znepokojivý humor. Cyndago se rozpadla po smrti Daniela Kyrea. V době jejich rozpadu skupina vytvořila čtyřicet skečů a čtrnáct původních písní, z nichž mnohé Fischbacha obsahovaly. Po smrti Daniela Kyrea a rozpuštění Cyndaga měl Fischbach dočasně pauzu od 17. září 2015 do 5. října 2015. Následně se vrátil a 15. října 2015 dosáhl 10 milionů odběratelů.
Pokračující růst a větší projekty (2015–2019)
Spolupořádal v roce 2015 South by Southwest Gaming Awards s hlasovou herečkou The Legend of Korra Janet Varney a byl zmíněn v YouTube Rewind.
V průběhu roku 2016 se částečně zaměřil na komediální skeče a ukázal svou touhu po improvizačním divadle. V roce 2017 zveřejnil interaktivní video ve stylu Choose Your Own Adventure s názvem A Date with Markiplier, které bylo mezi fanoušky dobře přijato. 29. března 2018 oznámil, že jeho kanál na YouTube překonal hranici 20 milionů odběratelů.

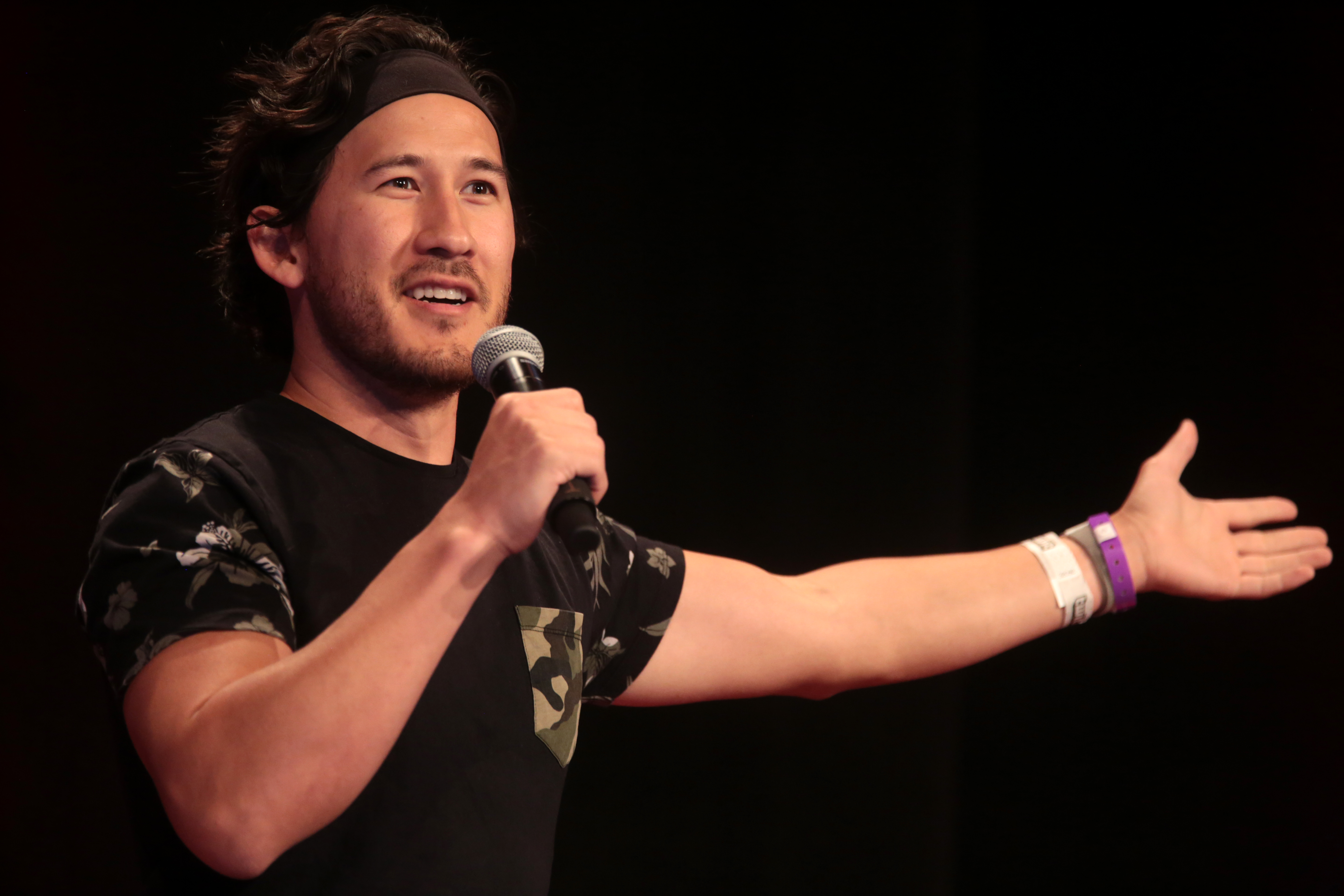
Fischbach (2018)

V říjnu 2019 oznámil nový příběh ve stylu Choose Your Own Adventure podobný videu A Date with Markiplier, produkci YouTube Originals s názvem A Heist with Markiplier. Série produkovaná jím a Rooster Teeth obsahuje 31 možných konců a zahrnuje další youtubery, jako je Rosanna Pansino, Matthew Patrick a Game Grumps.
Unus Annus (2019–2020)
15. listopadu 2019 spustil nový kanál s kolegou Ethanem Nestorem (virtuálně známým jako CrankGameplays) s názvem One Year, kanál, na který plánoval nahrávat video každý den po dobu jednoho roku, po kterém bude kanál smazán spolu s jeho videy. Kanál dosáhl brzkého úspěchu a získal 1 milion odběratelů během prvních 5 dnů a 4,56 milionu v posledních několika minutách a více než 11,5 milionu zhlédnutí videí během prvního týdne. Po posledním 12hodinovém živém přenosu, který dosáhl vrcholu u více než 1,5 milionu souběžných diváků, byl kanál Fischbachem a Nestorem 14. listopadu 2020 ve 12:00 (času PST – západní pobřeží USA) smazán.

## Osobní život

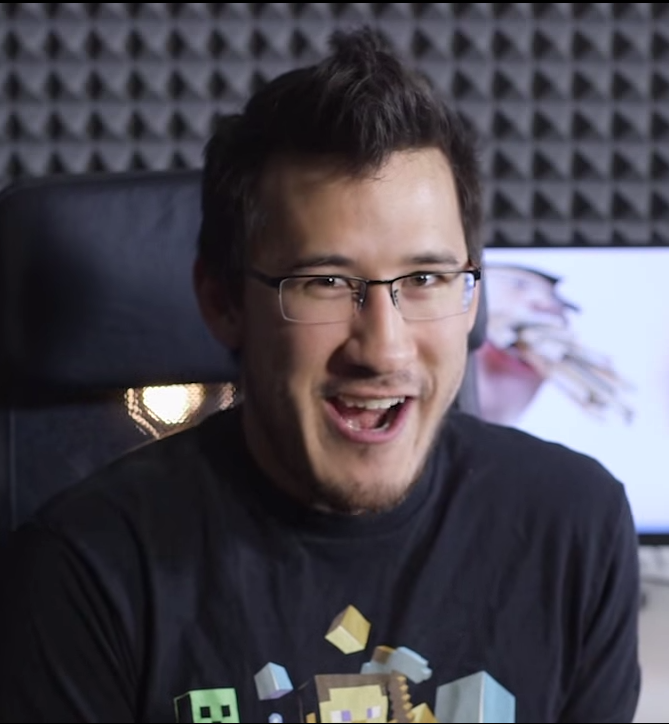
Fischbach v roce 2014

Narodil se v Tripler Army Medical Center v Honolulu na Havaji. Jeho otec Cliffton M. Fischbach (zemřel v roce 2008), bílý Američan německého původu, sloužil v americké armádě. Během pobytu v Jižní Koreji se setkal s Fischbachovou matkou, rodilou Korejkou. Poté, co se narodil, se jeho rodina přestěhovala do města Cincinnati v Ohiu, kde byl vychován.Vyrůstal v Milfordu a navštěvoval Milford High School, kde byl členem školního pochodového orchestru, kde hrál na trubku. Má staršího bratra Jasona Thomase "Tom" Fischbacha, umělce a autora webcomic Twokinds. Zatímco Tom Fischbach vystupuje v některých videích, většinou se vyhýbá natáčení jeho tváře.
Studoval biomedicínské inženýrství na univerzitě v Cincinnati, ale odešel, aby se mohl věnovat své kariéře na YouTube.
19. června 2018 se Fischbachova nevlastní neteř Miranda Cracraft zabila při autonehodě ve věku 19 let. 26. června 2018 zveřejnil video se svým otcem, v němž děkuje své fanouškovské základně za podporu. Prostřednictvím GoFundMe získal více než 79 000 $ na Cracraftin pohřeb.

### Politické názory
I když nepodporuje konkrétní politickou stranu, označil se za „liberála“. Vyjádřil podporu všeobecné zdravotní péči a přísnější kontrole zbraní po střelbě na střední škole na Floridě. Fischbach je spojencem hnutí za práva LGBT, získal peníze na kampaň za lidská práva v jednom ze svých charitativních živých přenosů. V roce 2020 otevřeně odsoudil vraždu George Floyda.

## Filantropie
Účastnil se několika charitativních živých přenosů a sbírek. V roce 2017 časopis Forbes uvedl, že Fischbach a jeho fanoušci prostřednictvím těchto akcí získali kolem 3 milionů dolarů na charitu. V březnu 2018, na oslavu dosažení 20 milionů odběratelů, oznámil, že věnuje veškerý výtěžek ze 48hodinového prodeje svého charitativního kalendáře „Vkusné akty“ Institutu pro výzkum rakoviny; pro charitu vybral přes 490 000 $ a vyhrál cenu Olivera R. Grace 2020.

## Filmografie

### Filmy
| rok  | název                    | role      | reference |
| ---- | ------------------------ | --------- | --------- |
| 2015 | Smosh: The Movie         |           | [ 52 ]    |
| 2019 | A Heist With Markiplier  | různé     |           |
| 2022 | In Space With Markiplier | různé     | [ 53 ]    |
| 2023 | Iron Lung                | trestanec |           |

### Televizní a webové seriály
| rok             | název                                   | role                                                       | poznámka                         | reference     |
| --------------- | --------------------------------------- | ---------------------------------------------------------- | -------------------------------- | ------------- |
| 2013-2014       | Table Flip                              |                                                            | 3 epizody                        |               |
| 2014            | adsmovie                                | Muž, který se bojí ovce/Muž, který se dívá na mimina/David | 2 epizody                        |               |
| 2014            | Annoying Orange                         | Marc Marinara/Mini žralok                                  | 2 epizody                        |               |
| 2015-současnost | Youtube Rewind                          |                                                            | 4 epizody                        |               |
| 2015            | Grumpcade                               |                                                            | 20 epizod                        |               |
| 2016            | Scare PewDiePie                         |                                                            | 1 epizoda                        |               |
| 2016            | Gamer's Guide to Pretty Much Everything |                                                            | 1 epizoda                        | [ 54 ]        |
| 2017-současnost | Villainous                              | 5.0.5                                                      | hlavní role                      | [ 55 ] [ 56 ] |
| 2018-současnost | 3 Peens in a Pod                        |                                                            | podcast                          |               |
| 2019            | The Edge of Sleep                       | Dave                                                       | Podcast Co-Producer, hlavní role |               |
| 2021-současnost | Distractible                            |                                                            | podcast                          | [ 57 ]        |
| 2022-současnost | Go! My Favorite Sports Team             |                                                            | podcast                          |               |
| TBA             | The Edge of Sleep                       | Dave                                                       | televizní adaptace, hlavní role  |               |

### Videohry
| rok  | název     | role                     | reference |
| ---- | --------- | ------------------------ | --------- |
| 2020 | AFK Arena | Markiplier the Bartender | [ 58 ]    |

## Ocenění a nominace
| Rok  | Nominace                              | Ocenění                                                                    | Výsledek  | Ref.   |
| ---- | ------------------------------------- | -------------------------------------------------------------------------- | --------- | ------ |
| 2016 | Streamy Awards                        | Gaming                                                                     | nominace  |        |
| 2016 | Shorty Awards                         | Technologie a inovace: Gaming                                              | nominace  |        |
| 2016 | Make-A-Wish Foundation Award Ceremony | Celebrita roku                                                             | vítězství | [ 59 ] |
| 2017 | Golden Joystick Awards                | Nejlepší streamer/broadcaster                                              | vítězství | [ 60 ] |
| 2018 | Kids Choice Awards                    | Oblíbený zábavný YouTube tvůrce                                            | nominace  |        |
| 2020 | Streamy Awards                        | Show roku (A Heist with Markiplier)                                        | nominace  | [ 61 ] |
| 2020 | Streamy Awards                        | Skriptovaný seriál (A Heist with Markiplier)                               | vítězství | [ 61 ] |
| 2020 | Cancer Research Institute             | Ocenění Oliver R. Grace za vynikající službu v pokročilém výzkumu rakoviny | vítězství | [ 62 ] |
| 2021 | Streamy Awards                        | Nejlepší spolupráce (Markiplier a CrankGameplays v Unus Annus)             | vítězství | [ 63 ] |